# (24077) 1999 TD233
1999 تي دي 233 (ويعرف أيضًا باسم (24077) 1999 تي دي 233 وفق تسمية الكوكب الصغير) (بالإنجليزية: 1999 TD233)‏ هو كويكب ضمن حزام الكويكبات؛ وترتيبه 24077 من حيث الاكتشاف.
اكتُشف هذا الجُرم الفلكي بواسطة بحث لنكولن عن الكويكبات القريبة من الأرض في 3 أكتوبر 1999.

## وصلات خارجية
- (24077) 1999 TD233 في قاعدة بيانات مختبر الدفع النفاث لأجرام النظام الشمسي الصغيرة

- الاكتشاف · مخطط المدار ·  العناصر المدارية · المعلمات المادية

- (24077) 1999 TD233 على موقع ويكي سكاي: DSS2, SDSS, GALEX, IRAS, Hydrogen α, X-Ray, Astrophoto, Sky Map, Articles and images